# Ibraim Paxá
Ibraim Paxá (em turco: Kavalalı İbrahim Paşa; em árabe: إبراهيم باشا; Cavala ou Nusratlı, Drama, 1789 – Cairo, 10 de novembro de 1848) foi um general do Egito, filho de Mehmet Ali, que serviu como regente do seu pai de julho a 10 de novembro de 1848.